# سازمان ملی فولکلور ایران

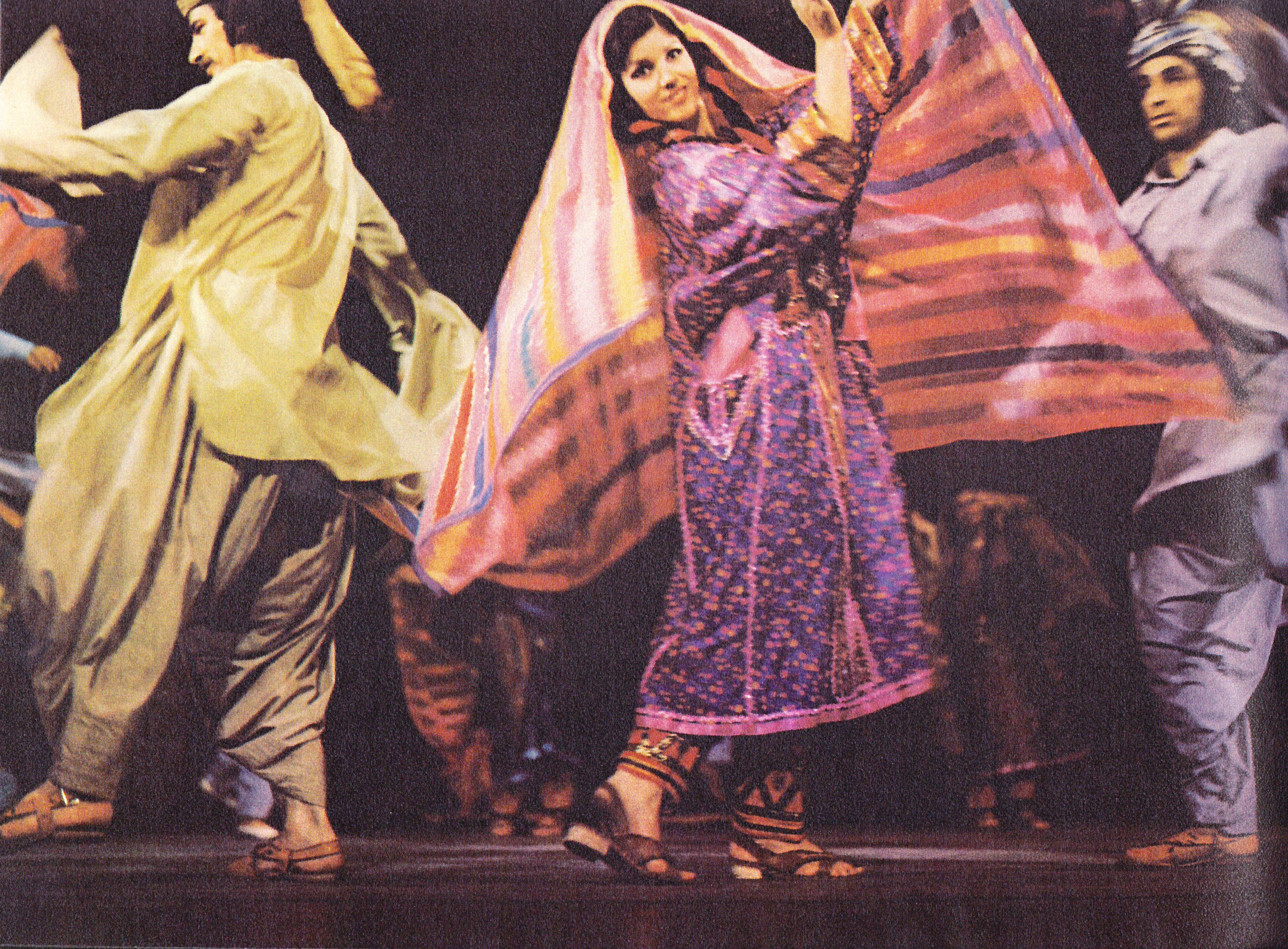
رقص فولکلور ایران

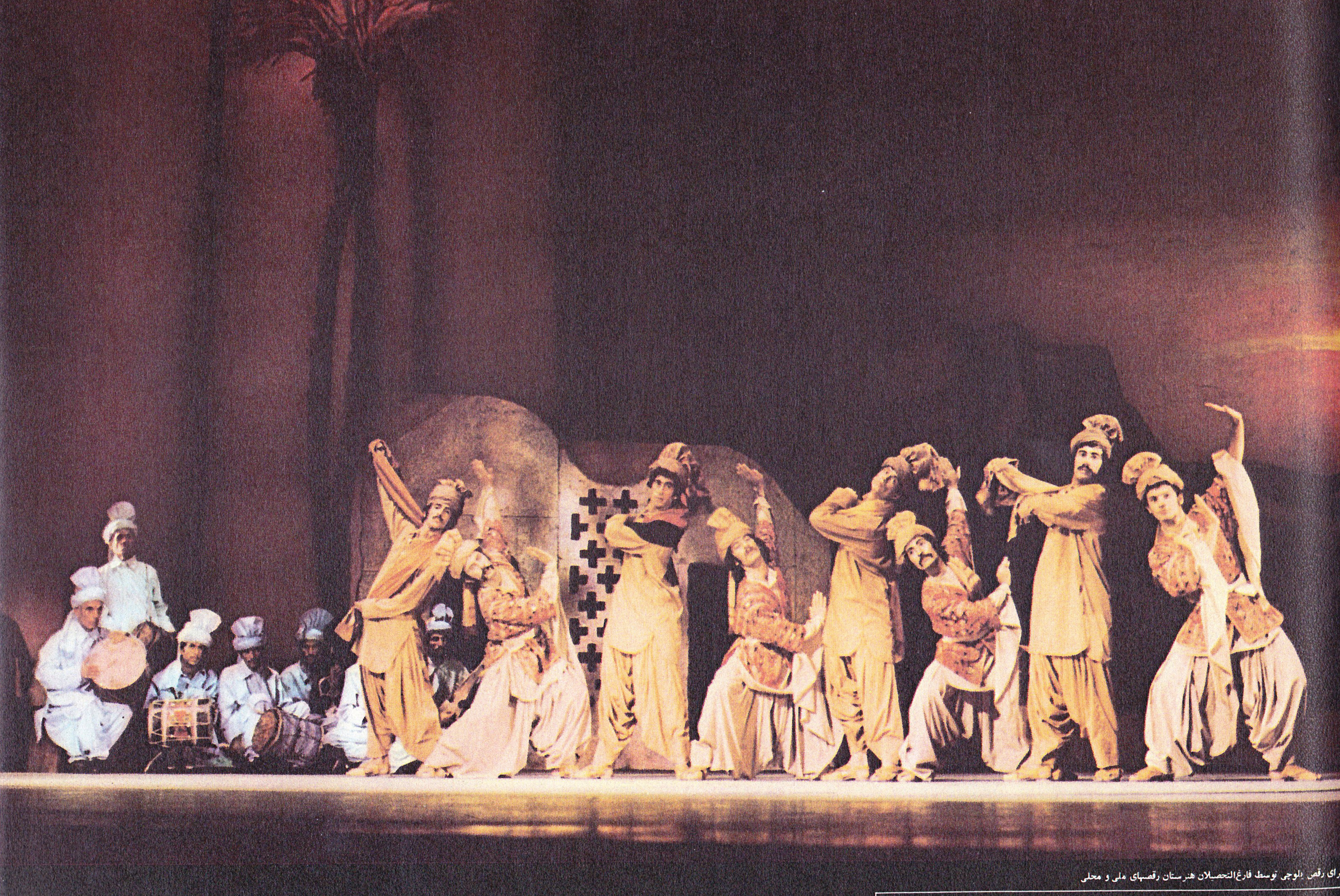
رقص بلوچی توسط هنرستان رقص‌های ملی و محلی در تالار رودکی

سازمان ملی فولکلور ایران در خرداد ماه ۱۳۴۶ برای گردهم‌آوری، گسترش، پراکندن و پخش ترانه‌ها و رقص‌های محلی ایران در تهران گشایش یافت. ریاست عالیه این سازمان با فرح پهلوی بود. پیش از انقلاب ۱۳۵۷ ایران، سازمان ملی رقص فولکلور ایران به عنوان «برترین گروه فولکلور خاورمیانه» مطرح بود و به همین دلیل در بسیاری از سفرهای هیئت‌های سیاسی به ایران، برنامه اجرا می‌کرد.

## پیشینه
در آغاز بنیان سازمان قرار بر این بود که هنرستان آن برای دو دوره سه ساله کلاس‌های خود را سازمان دهد و با ایجاد یک گروه رقص‌های ملی و محلی بین پنجاه تا شصت نفر به کار خود پایان دهد. با آگاهی از این که در بیشتر شهرستان‌ها و به ویژه دبستان‌های تهران هنرآموز سرود و موسیقی وجود نداشت بر آن شدند که برنامه سازمان را گسترش دهند و یک دانشسرای هنری ایجاد شود.

## دانشسرای هنر
این دانشسرا هر سال با پذیرش شمار زیادی هنرجو آغاز به کار کرد. با به پایان رساندن دوره‌ها هنر آموختگان پس از تکمیل کادر گروه‌های رقص‌های ملی و محلی به استخدام وزارت آموزش و پرورش در می آمدند. دانشسرای هنر مرکز آموزشی بود که در آن هنرجویان با رشته‌های سرود و موسیقی و رقص‌های محلی در کوتاه زمانی آشنا می‌شدند. این دانش‌آموختگان پس از به پایان رساندن دوره آموزش می‌توانستند در دبستان‌های و روستاها به دانش‌آموزان سرود و موسیقی محلی بیاموزند. آن‌هایی که بدن نرمتر داشتند برای هنرستان رقص‌های ملی و محلی ایران برگزیده می‌شدند.

## هنرستان رقص‌های ملی و محلی ایران

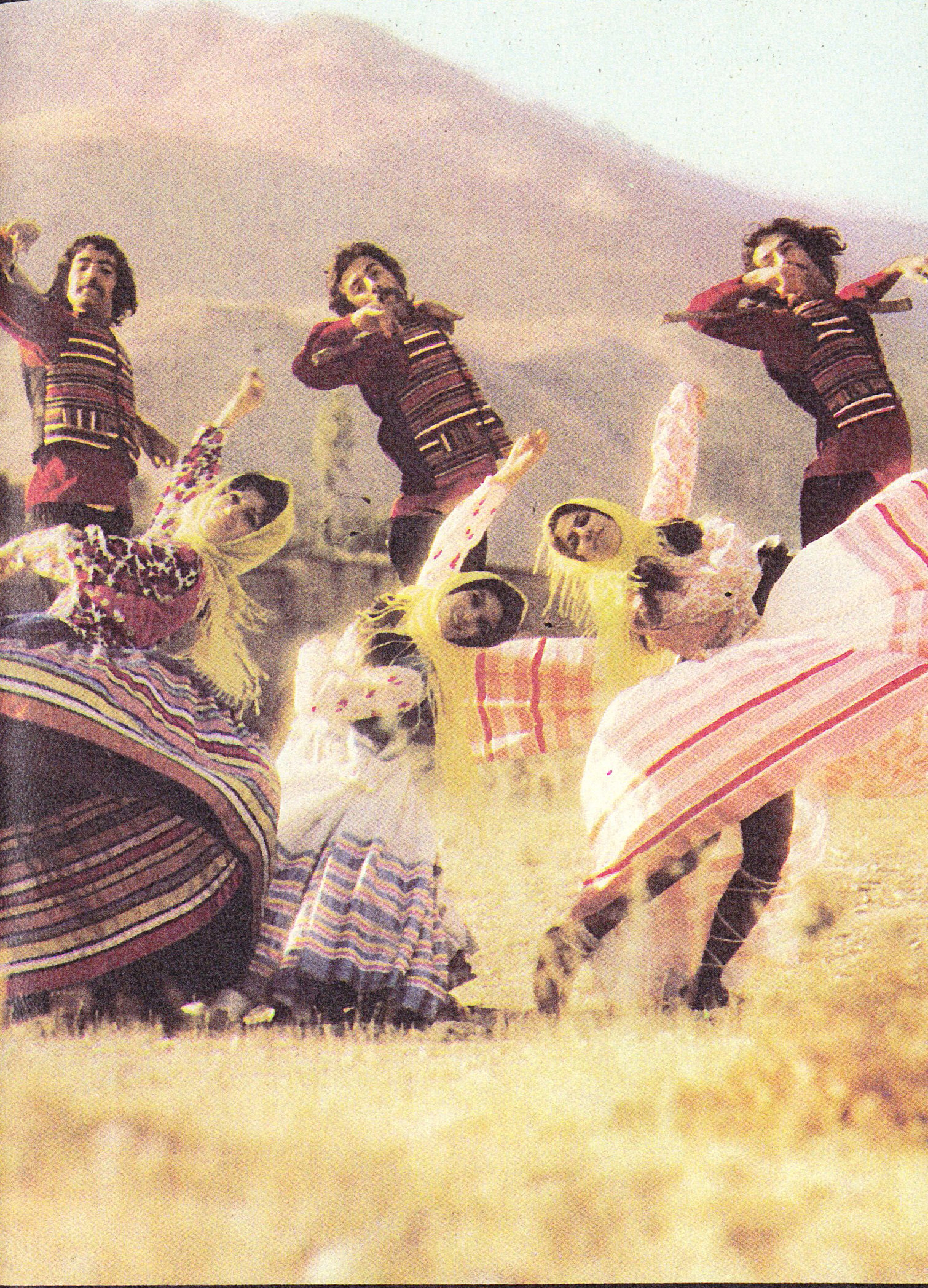
رقص بجنوردی

هنرستان رقص‌های ملی و محلی ایران از سال ۱۳۴۸ تا ۱۳۵۱ سی و پنج فارغ‌التحصیل داشت. هنرجویان و فارغ‌التحصیلان هنرستان رقص‌های ملی و محلی سازمان فولکلور ایران از سال ۱۳۴۶ برنامه‌های بیشماری از رقص‌های محلی ایران را در تالار رودکی و تالارهای دیگر تهران و شهرستان‌ها اجرا کردند.
در سال ۱۳۵۱ بیست و سه نفر از رقصنده‌ها و فارغ‌التحصیل هنرستان به درازای پانزده روز در تالار سادلزرولز لندن ترانه‌ها و رقص‌های محلی ایران را اجرا نمودند.
از سال ۱۳۴۱ برای تقویت روحیه سربازان، درجه‌داران و افسران در پادگان‌های سرتاسر کشور و خانواده آنان، هنرمندان گروه‌های آذربایجانی، گیلانی، مازندرانی، کردی، و آسوری سالانه و همیشگی برنامه‌های گوناگون خود را در پادگان‌ها اجرا کردند.
از سال ۱۳۴۶ دوازده گروه فنی برای پژوهش و فیلمبرداری از رقص‌ها، لباس‌ها، سازهای موسیقی محلی، و ضبط و یادداشت آهنگ‌های بومی به استان‌ها، شهرستان‌ها و روستاهای گوناگون ایران فرستاده شدند تا فرهنگ و هنر ایران ثبت و ضبط شود و این میراث فرهنگی ایران از بین نرود.